# Erastria obliqua
Erastria obliqua là một loài bướm đêm trong họ Geometridae.